# کانیاماکه
کانیاماکه (به اسپانیایی: Cañamaque) یک دهستان در اسپانیا است که در سریا واقع شده‌است.

## خصوصیات
کانیاماکه ۲۲ کیلومترمربع مساحت و ۴۲ نفر جمعیت دارد.